# Gos da Serra de Aires
El Gos da Serra d'Aires és una raça de gos autòctona de Portugal.
Es creu que el seu origen es remunta als gossos de Pastor de Brie que va portar a Portugal el comte de Castro Guimaraes al començament del segle xix. Altres autors assenyalen el pastor català com a origen d'aquesta raça lusitana. De caràcter fort, aquest gos destinat a cura de ramats es mostra igualment intel·ligent i vivaç.